# Politique d'ambiguïté délibérée
Une politique d'ambiguïté délibérée (également connue sous le nom de politique d'ambiguïté stratégique ou d'incertitude stratégique) est la pratique consistant pour un gouvernement à être intentionnellement ambigu sur certains aspects de sa politique étrangère. Cela peut être utile si le pays a des objectifs de politique étrangère et intérieure contraires ou s'il veut profiter de l'aversion au risque pour encourager une stratégie de dissuasion. Une telle politique peut être très risquée car elle peut entraîner une mauvaise interprétation des intentions d'un État, conduisant à des actions qui contredisent les souhaits de cet État.

## Historique
Ce concept a été théorisé dès l'antiquité par le général chinois Sun Tzu dont l'idée principale de son livre L'Art de la guerre est que l’objectif de la guerre est de contraindre l’ennemi à abandonner, y compris sans combat, grâce à la ruse, l'espionnage, une grande mobilité et l'adaptation à la stratégie de l'adversaire. Ainsi, le flou entretenu sur la nature de la riposte à une attaque militaire reste une règle de base de la grammaire de la dissuasion. À partir du milieu du XXe siècle, ce concept change de dimension avec l'invention de la bombe atomique dont se dotent plusieurs grandes puissances militaires.

## Chine
En raison du statut politique controversé de Taïwan et du principe d'une seule Chine de la république populaire de Chine, un certain nombre de gouvernements étrangers ressentent le besoin d'être ambigus à propos de Taïwan. La RPC fait pression sur les États pour qu'ils la reconnaisse comme le seul représentant légitime de la Chine, ce à quoi la plupart des États se conforment. Dans la pratique, cependant, la plupart des États maintiennent différents niveaux d'ambiguïté sur leurs attitudes à l'égard de la question de Taïwan : voir relations étrangères de la république populaire de Chine et relations étrangères de la république de Chine.
Depuis la Résolution de Nagoya de 1979, un accord avec le Comité International Olympique, les Taïwanais qui assistent aux Jeux Olympiques et à d'autres organisations et événements internationaux y participent sous le nom délibérément ambigu de « Chinese Taipei ».

## États-Unis
Les États-Unis ont historiquement et ont actuellement une politique d'ambiguïté stratégique sur plusieurs questions.

### Taïwan
La plus ancienne et la plus longue des politiques délibérément ambiguës des États-Unis était de savoir si et comment ils défendraient Taïwan en cas d'attaque de la Chine. Cette question est à la base des relations entre les États-Unis et Taïwan et un point de friction central dans les relations entre la Chine et les États-Unis. Cette politique visait à décourager à la fois une déclaration unilatérale d'indépendance par les dirigeants de la ROC et une invasion de Taiwan par la RPC. Les États-Unis ont apparemment abandonné l'ambiguïté stratégique en 2001 après que le président de l'époque, George W. Bush, a déclaré qu'il « ferait tout ce qu'il fallait » pour défendre Taïwan. Il a ensuite utilisé un langage plus ambigu, déclarant en 2003 que « La politique des États-Unis est une seule Chine ».
En octobre 2021, le président Joe Biden a annoncé un engagement selon lequel les États-Unis défendraient Taïwan en cas d'attaque par la République populaire de Chine. En mai 2022, Joe Biden déclare de nouveau que les États-Unis interviendraient militairement si la Chine envahissait Taïwan. Un responsable de la Maison Blanche déclare que la déclaration n'indiquait aucun changement dans la politique étrangère américaine.

### Réponse à la guerre chimique ou biologique
Une autre utilisation historique de cette politique est de savoir si les États-Unis riposteraient ou non à une attaque chimique, biologique ou nucléaires au Moyen-Orient. Cette notion est liée est la celle de « parapluie nucléaire ». Certains commentateurs pensent que le président Barack Obama a enfreint la politique américaine et porté atteinte aux intérêts américains en ne prenant pas suffisamment de mesures contre le régime de Bachar el-Assad pour son attaque chimique de Ghouta contre des civils dans la Ghouta, près de Damas, le 21 août 2013. Le président Barack Obama avait utilisé l'expression « ligne rouge »  en référence à l'utilisation d'armes chimiques le 20 août, seulement un jour avant.

### Les armes nucléaires et Israël
Les États-Unis tolèrent également l'ambiguïté délibérée d'Israël quant à savoir si Israël possède des armes nucléaires. Israël n'est pas signataire du Traité sur la non-prolifération des armes nucléaires. Par conséquent, en ne reconnaissant pas qu'Israël possède probablement des armes nucléaires, les États-Unis évitent d'avoir à le sanctionner pour avoir violé la loi anti-prolifération américaine.

## France
La France, en tant que puissance nucléaire, se garde volontairement de spécifier quels sont les intérêts vitaux de la nation qui, s’ils étaient attaqués, entraîneraient une réponse nucléaire. C'est le chef de l’État et lui seul qui, en ultime instance, prend cette décision. Ce flou assumé sur ce que désigne « les intérêts vitaux de la nation » vise à laisser une marge d’appréciation au décideur quant à la nature de la riposte, et créer le doute pour le potentiel agresseur sur ce que seront les conséquences de son attaque.

## Irak
Saddam Hussein a utilisé une politique d'ambiguïté intentionnelle quant à savoir si l'Irak avait des armes de destruction massive avant l'invasion de l'Irak en 2003. Il a affiché un comportement ambivalent entre d'une part les inspecteurs de l'ONU pour tenter d'éviter la violation de la résolution 687 du Conseil de sécurité des Nations unies, d'autre part sa population et ses voisins (en particulier l'Iran) pour que ces derniers croient toujours que l'Irak pourrait avoir armes de destruction massive.

## Israël
Israël est délibérément ambigu quant à savoir s'il possède ou non des armes nucléaires, ce que ses commentateurs appellent « l'ambiguïté nucléaire » ou « l'opacité nucléaire ». La plupart des analystes s'accordent sur le fait qu'Israël est en possession d'armes nucléaires.
Israël pratique également l'ambiguïté délibérée sur la question des assassinats ciblés et des frappes aériennes. Avant 2017, le gouvernement israélien n'a presque jamais confirmé ou nié le fait d'être impliqué ou non dans la mort de « terroristes » présumés sur un sol étranger. Cependant, avec le début de la guerre civile syrienne, et les multiples frappes aérienne de l'État hébreu visant chez son voisin le Hezbollah et les milices pro-iraniennes, les exceptions à sa politique de non-revendication sont devenues plus courantes. Israël a ainsi reconnu que son intervention dans les frappes de missiles dans le cadre de son rôle militaire dans la guerre s'est limitée aux frappes de missiles qui, jusqu'en 2017, n'étaient pas officiellement reconnues,.

## Russie
Début avril 2015, un éditorial du journal britannique The Times, faisant référence à des sources semi-officielles au sein de l'establishment militaire et du renseignement russe, a estimé que les avertissements de la Russie concernant sa prétendue préparation à une réponse nucléaire à certains actes non nucléaires sur la partie de l'OTAN, devaient être interprétées comme « une tentative de créer une incertitude stratégique » pour saper la politique de sécurité concertée de l'Occident.
En 2022, à la suite du déclenchement de l’invasion de l'Ukraine, la Russie multiplie les mises en garde adressées à l'Europe et aux États-Unis quant à leur soutien militaire apporté à l'Ukraine, sans jamais préciser la nature de la riposte russe si ces « lignes rouges » étaient franchies. Dans les faits, le soutien militaire occidental apporté à l'Ukraine suit une constante augmentation tout au long des années 2022 et 2023, sans que la Russie ne réagisse contre ces fournisseurs.

## Turquie
Pendant la guerre civile syrienne, le gouvernement turc de Recep Tayyip Erdoğan a une attitude ambiguë à la suite de la prise de contrôle d'une grande partie de la Syrie par l'organisation État islamique, tiraillé entre d'une part, son appartenance à l'OTAN en guerre contre cette organisation, et d'autre part sa propre guerre contre les milices kurdes marxistes dont la branche syrienne est soutenues par l'OTAN contre l'État islamique. En décembre 2016, l'organisation État islamique diffuse une vidéo montrant de graves exactions commises sur des soldats turcs fait prisonniers, sans réaction publique du gouvernement turc, dont le silence est dénoncé par l'opposition politique.